# ワンダーJAPON
『ワンダーJAPON』（ワンダージャポン、Wonder JAPON）は、スタンダーズが発行する2020年6月創刊の旅行雑誌。年2回程度の不定期刊行で、キャッチコピーは「日本の《異空間》旅行マガジン」で、他に「フツーの旅はもう飽きた!」も使われる。前身は、2005年12月から2012年6月まで三才ブックスが発行していた『ワンダーJAPAN（ワンダージャパン）』。

## 内容
主な内容は、廃墟、廃鉱山、廃線跡、産業遺産、工場、珍寺、大仏大観音、ドボク（ダム・橋・トンネル・水門・給水塔など）、珍建築、タワー、B級スポット（珍スポット）、昭和レトロ、赤線跡、地下空間、戦争遺跡、新宗教、性神、巨樹、レトロ公園遊具、秘宝館など普通の旅行ガイドが積極的に取り上げないものが中心である。他にも、モジダラケ（メッセージで埋め尽くされた家など）、緑に飲み込まれた建物、セルフビルド系の建物や仏像、トマソンまで、周りから浮いている空間・建物を《異空間》として好んで取り上げている。

## その他
- 2021年8月23日の文化放送『くにまるジャパン 極』内「本屋さんへ行こう!」コーナーに編集長・関口勇が登場した[2]。